# Lea Nikel

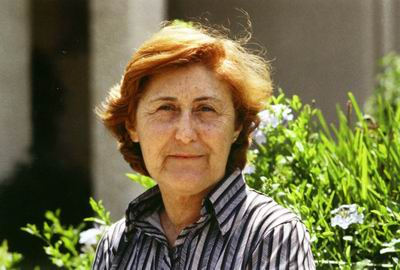
Lea Nikel, 1979

Lea Nikel (en hebreo: לאה ניקל , Zhytómyr, Ucrania, 6 de diciembre de 1918-moshav Kridon, 10 de septiembre de 2005) fue una pintora abstracta israelí de origen ucraniano.
Nacida en una familia religiosa judía, huyeron en 1920 al Mandato británico de Palestina tras los pogromos antisemitas de 1919 en Ucrania.
Comenzó a estudiar en 1935 en Tel Aviv con el pintor Chaim Gliksberg  y más tarde con Yechezkel Streichman y Avigdor Stematsky. De 1961 a 1977, Nikel vivió en Greenwich Village (un año), Roma (tres años) y Nueva York (cuatro años), antes de volver a Israel en 1977. Se casó con Sam Leiman y tuvieron una hija, Ziva Hanan.